# 367 (số)
367 (ba trăm sáu mươi bảy) là một số tự nhiên ngay sau 366 và ngay trước 368.